# El Crucero Baleares
El Crucero Baleares ist ein 1941 unter der Regie des Mexikaners Enrique del Campo entstandener propagandistischer Film über das Schicksal des Kreuzers Baleares.

## Produktionsgeschichte
Bereits 1940 wurde mit der Produktion eines Films über die Geschichte der Baleares begonnen. Er wurde von der spanischen Tochter der RKO, der Radio Films, produziert. Gedreht wurde in Madrid, Vigo, Ferrol, Cádiz, San Fernando und Cartagena. Die Schiffsszenen wurden auf dem Schwesterschiff der Baleares, der Canarias, gedreht. Für den Untergang in der Schlacht von Cabo de Palos wurde auf Spezialeffekte zurückgegriffen, es kamen aber auch Aufnahmen von Manövern und Archivbilder von der Skagerrakschlacht für die Kampfszenen zum Einsatz. Im Oktober 1940 begannen die Aufnahmen, die Anfang März 1941 beendet waren. Die Premierenfeier wurde für den 12. April 1941 im Cine Born in Madrid angesetzt. Überlebende wurden eingeladen, Zeitungen kündigten die Premiere an und der Film wurde mit Programmheften sowie Plakaten beworben. Auch die staatliche Zensur hatte, bis auf kleinere Beanstandungen, den Film bereits abgesegnet. Alles lief planmäßig, bis der Film zwei Tage vor der Premiere im Marineministerium einer Gruppe hoher Offiziere in einer privaten Vorführung gezeigt wurde. Nach der Vorführung einigte man sich ohne Angabe von Gründen den Film zu verbieten und sämtliche Kopien einzuziehen und zu vernichten. Dieser Vorgang wurde zu einem der spektakulärsten Fälle von Selbstzensur in Nachkriegs-Spanien. Die Gründe für dieses Vorgehen waren vielfältig: Die Offiziere waren nicht mit der Umsetzung des nationalistischen Aufstandes in der Marine sowie des Heldentodes der Seeleute der Baleares einverstanden. Auch dass die Geschichte der Baleares mit einer ausgedehnten romantischen Rahmenhandlung versehen wurde und der Vorfall erst kurz zurücklag war, wohl ein Grund.